# Теплен
Те́плен (болг. Теплен) — село в Благоєвградській області Болгарії. Входить до складу громади Хаджидимово.

## Населення
За даними перепису населення 2011 року у селі проживали 466 осіб.
Національний склад населення села:
| Національність   | Кількість осіб | Відсоток |
| ---------------- | -------------- | -------- |
| болгари          | 60             | 82,2%    |
| турки            | 11             | 15,1%    |
| цигани           | 0              | 0%       |
| інша             | 0              | 0%       |
| Всього відповіли | 73             |          |

Розподіл населення за віком у 2011 році:
Динаміка населення: